# Intermission (альбом Stratovarius)
Intermission — сборник песен финской пауэр-метал-группы Stratovarius, выпущенный в 2001 году. Сборник составлен из кавер-песен, бонусных треков, концертных исполнений и содержит четыре новые песни.

## Обложка
На обложке сборника изображены детали оформления со многих предыдущих альбомов Stratovarius:
- Планета с кольцами с Twilight Time
- Парящие прозрачные пирамиды с Fourth Dimension
- Портал и иссушенная потрескавшаяся почва с обложки Episode
- Радуга с Visions
- Ангел с Destiny
- Дельфины с Infinite

## Список композиций
| №                   | Название                           | Текст песни              | Музыка                         | Примечания                                                                            | Длительность |
| ------------------- | ---------------------------------- | ------------------------ | ------------------------------ | ------------------------------------------------------------------------------------- | ------------ |
| 1.                  | «Will My Soul Ever Rest in Peace?» | Толкки                   | Толкки                         | Ранее не издавалась                                                                   | 4:56         |
| 2.                  | «Falling into Fantasy»             | Котипелто                | Толкки                         | Ранее не издавалась                                                                   | 5:13         |
| 3.                  | «The Curtains Are Falling»         | Юханссон                 | Юханссон                       | Ранее не издавалась                                                                   | 4:25         |
| 4.                  | «Requiem»                          | Толкки                   | Толкки                         | Ранее не издавалась                                                                   | 2:54         |
| 5.                  | «Bloodstone»                       | Даунинг, Халфорд, Типтон | Даунинг, Халфорд, Типтон       | кавер Judas Priest, издавался на сборнике A Tribute to Judas Priest: Legends of Metal | 3:54         |
| 6.                  | «Kill the King»                    | Ронни Джеймс Дио         | Ричи Блэкмор, Дир, Кози Пауэлл | кавер Rainbow; би-сайд с сингла «Father Time»                                         | 4:36         |
| 7.                  | «I Surrender»                      | Рас Бэллард              | Рас Бэллард                    | живое исполнение кавера Rainbow; ранее не издавалась                                  | 3:47         |
| 8.                  | «Keep the Flame»                   | Юханссон                 | Юханссон                       | бонус-трек с французского издания Infinite                                            | 2:47         |
| 9.                  | «Why Are We Here?»                 | Юханссон                 | Юханссон                       | бонус-трек боксового издания Infinite                                                 | 4:43         |
| 10.                 | «What Can I Say»                   | Котипелто                | Котипелто                      | бонус-трек японского издания Infinite                                                 | 5:12         |
| 11.                 | «Dream with Me»                    | Котипелто                | Котипелто                      | бонус-трек японского издания Destiny                                                  | 5:13         |
| 12.                 | «When the Night Meets the Day»     | Толкки                   | Толкки                         | бонус-трек японского издания Episode                                                  | 5:26         |
| 13.                 | «It's a Mystery»                   | Котипелто                | Толкки                         | бонус-трек боксового издания Infinite                                                 | 4:04         |
| 14.                 | «Cold Winter Nights»               | Котипелто                | Толкки                         | бонус-трек европейского издания Destiny                                               | 5:14         |
| 15.                 | «Hunting High & Low»               | Котипелто                | Толкки                         | живое исполнение                                                                      | 4:57         |
| Общая длительность: | Общая длительность:                | Общая длительность:      | Общая длительность:            | Общая длительность:                                                                   | 67:21        |

| №   | Название   | Текст песни                                   | Музыка         | Примечания                            | Длительность |
| --- | ---------- | --------------------------------------------- | -------------- | ------------------------------------- | ------------ |
| 16. | «Blackout» | Клаус Майне, Герман Раребелл, Соня Киттельсен | Рудольф Шенкер | кавер Scorpions; би-сайд сингла «SOS» | 4:08         |

| №   | Название                         | Текст песни | Музыка | Длительность |
| --- | -------------------------------- | ----------- | ------ | ------------ |
| 16. | «Freedom» (демо-версия)          | Толкки      | Толкки | 5:10         |
| 17. | «Neon Light Child» (демо-версия) | Толкки      | Толкки | 4:52         |

## Позиции в чартах
| Страна    | Высшая позиция | И.    |
| --------- | -------------- | ----- |
| Германия  | 73             | [ 2 ] |
| Финляндия | 7              | [ 2 ] |
| Франция   | 91             | [ 2 ] |
| Швейцария | 85             | [ 2 ] |